# Frontisme (Belgique)

La Tour de l'Yser à Dixmude

Drapeau flamand, dont le modèle remonte au XIIIe siècle

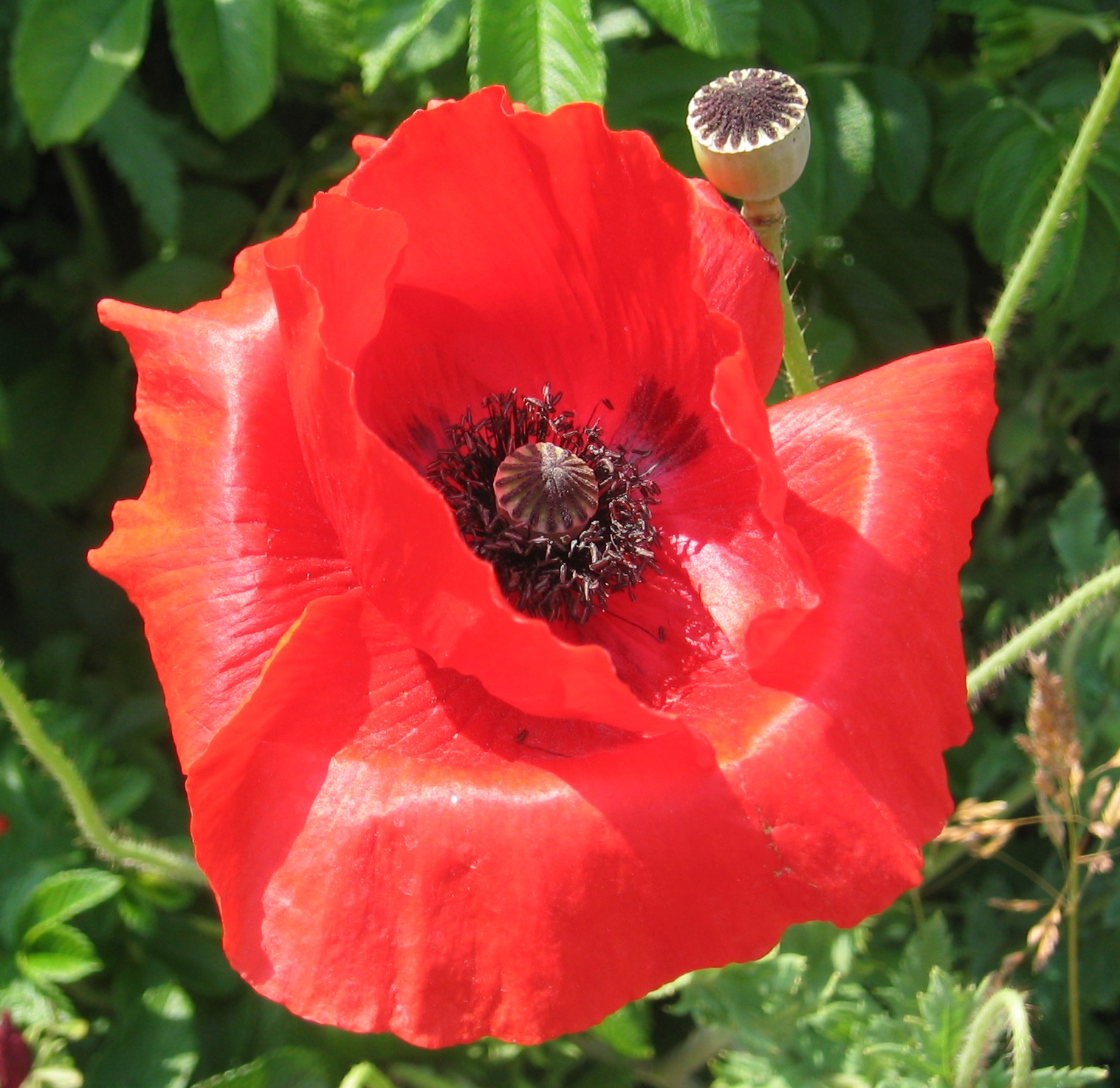
Le grand coquelicot, symbole international pour les soldats tombés sur le front de l'Yser

Le frontisme (en néerlandais frontbeweging) était un mouvement d'intellectuels flamands qui a émergé durant la Première Guerre mondiale sur le front de l'Yser. Il possédait un caractère spécifiquement flamand et s'opposait à la gestion linguistique de l'armée belge plutôt tournée vers le français. Il en aurait résulté une mauvaise communication entre les officiers et soldats, parmi lesquels de nombreux jeunes flamands qui auraient perdu inutilement la vie au front. Il était l'une des trois manifestations du nationalisme flamand pendant la Première Guerre mondiale, avec l'activisme et le passivisme. Les deux premiers ont contribué après la guerre à la création du Frontpartij.

## Historique
Les flamingants existaient déjà en Belgique en 1830. Pour satisfaire leurs objectifs, ils ont cherché refuge dans les partis politiques déjà existant mais une majorité se retrouvait au parti catholique. Le mécontentement flamand a atteint un point de paroxysme un peu avant la grande guerre. Il était opposé à un nationalisme belge en progression et au nouveau et agressif wallingantisme qui à ce moment plaidait pour une scission de la Belgique. En 1913, le parlement rejeta la Loi militaire  qui prévoyait la constitution de régiments néerlandophones dans l'armée belge. Ce rejet eut des conséquences importantes sur les flamands du front.
Après l'appel du roi Albert Ier à la défense du sol belge, certains flamands auraient rejoint l'armée dans l'espoir que leurs revendications soient acceptées (y compris la néerlandisation de l'université de Gand). Ils se trompèrent cependant. On raconte, par exemple, l'histoire de Piet van Rossem qui lors de l'appel aurait répondu aanwezig plutôt que présent et aurait été mis aux arrêts pour cette raison. De tels incidents auraient été nombreux. Les tensions dans l'armée se situaient à plusieurs niveaux. Ainsi les officiers devaient pouvoir parler français créant une difficulté infranchissable pour de nombreux flamands à obtenir une promotion et à intégrer le corps des officiers. L'état-major était également largement de tendance libérale, alors que les soldats étaient majoritairement catholique. Ces tensions auraient abouti à un traitement défavorable des Flamands du front. Ils n'auraient pas compris les ordres simples de leurs supérieurs ce qui les auraient défavorisés.

## Fondation et développement
Ce fut dans ces circonstances que certains intellectuels flamands du front se mobilisèrent pour défendre les intérêts de leurs pairs. Les trois principaux personnages étaient Adiel Debeuckelaere (président), Filip De Pillecyn et Henry Borginon. L'action du mouvement consistait surtout en l'information au front via la distribution de brochures comportant des nouvelles de la région. L'année 1917 fut une année charnière. Le 11 février, le mouvement fut interdit par le commandement, de sorte qu'il fut contraint de poursuivre ses activités clandestinement. À partir de cette période, il y eut une radicalisation  visible du mouvement. Ils exposèrent leur point de vue dans trois lettres ouvertes au roi. La première fut publiée le 11 juillet à l'occasion de la commémoration de la bataille des éperons d'or et était titrée Open brief aan den koning der Belgen, Albert I (en français :Lettre ouverte au Roi des Belges, Albert I). Elle était écrite par Debeuckelaere et distribuée à un millier d'exemplaires. Les revendications flamandes pouvaient se résumer ainsi : égalité des droits après la guerre. La lettre eut un grand impact et provoqua l'indignation. Les auteurs furent immédiatement recherchés et les soldats en possession d'une copie de la lettre risquaient des sanctions. En août et en septembre, l'action de répression fut répétée à une plus petite échelle.

## Fin du mouvement
Le Mouvement disparaît silencieusement avec la fin de la guerre. À ce moment, des plans pour fonder un véritable parti politique flamand avec l'aide des activistes existaient. Ces plans aboutirent en 1919 à la formation du Frontpartij.
Les soldats tombés sur le front l'Yser sont  honorés chaque année lors du pèlerinage de l'Yser à la tour de l'Yser.

## En savoir plus
- (nl) Boey Marcel, Tragedie 14/18, Diksmude, Tielt, Utrecht, 1974;
- (nl) Boijen Richard, De taalwetgeving in het Belgische leger (1830 – 1940), Bruxelles, 1992, p. 63 – 117;
- (nl) De Bruyne Arthur, Jules Charpentier, afgezant van de Frontbeweging, Anvers, 1989;
- (nl) De Wever Bruno, Het Vlaamsche Front, Nieuwe Encyclopedie van de Vlaamse Beweging, deel 3, Tielt, 1998, p. 3405 – 3407;
- (nl) Reynebeau Marc, Een geschiedenis van België, Tielt, 2003, p. 193 – 196;
- (nl) Reynebeau Marc, Het was toch waar, in: Knack, 25 juni 2003, p. 43;
- (nl) Ureel Lut, De kleine mens in de grote oorlog. Getuigenissen van twee generaties dorpsonderwijzers uit de frontstreek, Tielt, 1984; p. 171; p. 182 – 204;
- (nl) Vandeweyer Luc, Frontbeweging, Nieuwe Encyclopedie van de Vlaamse Beweging, deel 1, Tielt, 1998, p. 1210 – 1223;
- (nl) Vanacker Daniël, De Frontbeweging, Coxyde, 2000;
- (nl) Vanacker Daniël, De mythe van de 80 %, Jaarboek Joris van Severen, Ypres, 2003, p. 65 – 108;
- (nl) Willequet Jacques, Albert I Koning der Belgen, Amsterdam/Bruxelles, 1979, p. 114 – 119;
- (nl) Wils Lode, Flamenpolitik en Aktivisme, Leuven, 1974.

## Sources
- (nl) Cet article est partiellement ou en totalité issu de l’article de Wikipédia en néerlandais intitulé « Frontbeweging » (voir la liste des auteurs).